# Rhyacophila lezeyi
Rhyacophila lezeyi là một loài Trichoptera trong họ Rhyacophilidae. Chúng phân bố ở miền Cổ bắc.